# Paranortonia parvula
Paranortonia parvula är en stekelart som beskrevs av Edoardo Zavattari 1912.
Paranortonia parvula ingår i släktet Paranortonia och familjen Eumenidae. Inga underarter finns listade i Catalogue of Life.